# Bahnhof Buenos Aires Federico Lacroze
Koordinaten: 34° 35′ 13″ S, 58° 27′ 19″ W

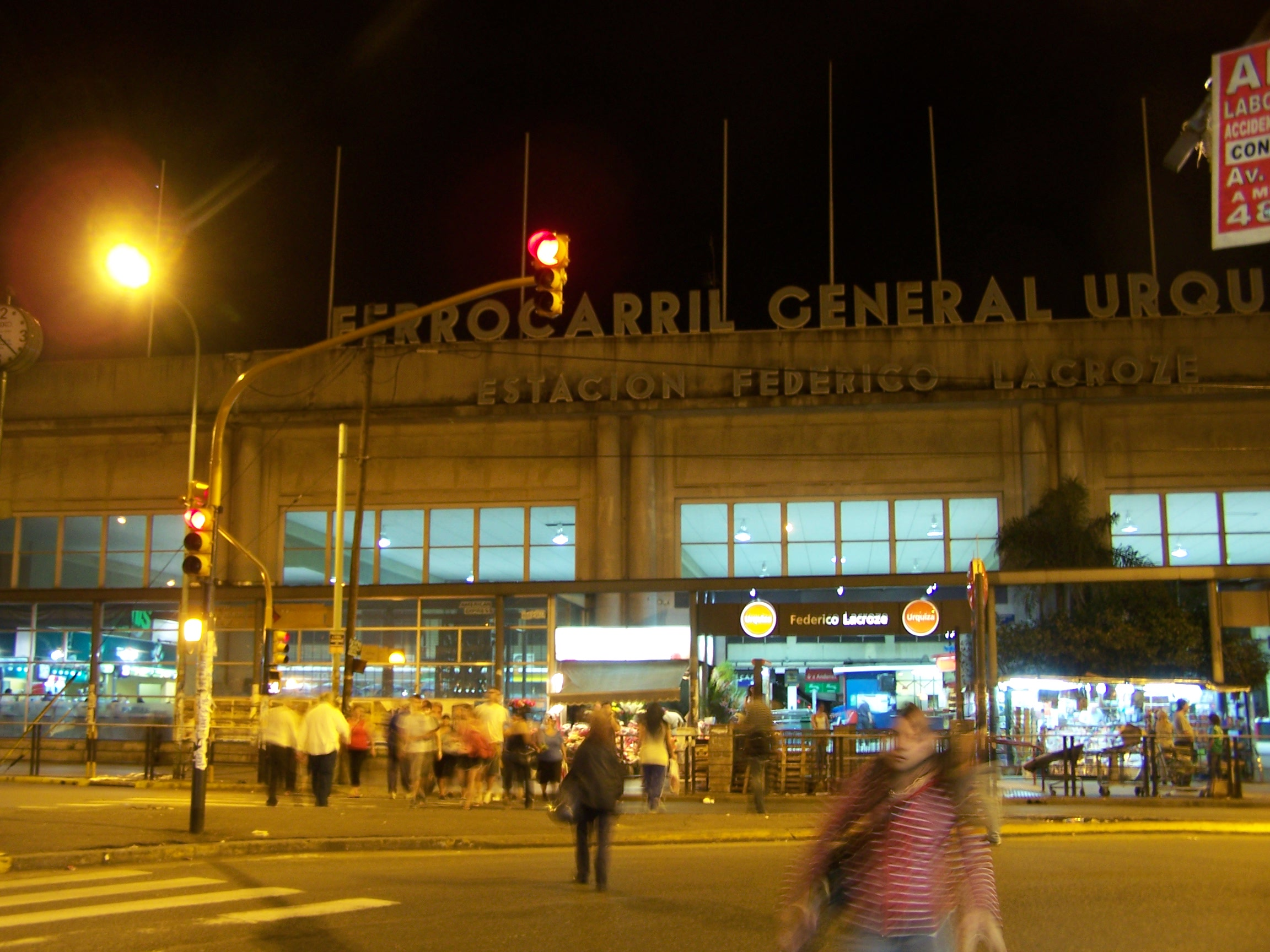
Blick auf den Bahnhof Federico Lacroze von der Avenida Corrientes aus

Der Bahnhof Federico Lacroze (spanisch Estación Federico Lacroze) ist ein Fern- und Vorortbahnhof im Stadtviertel Chacarita der argentinischen Hauptstadt Buenos Aires. Der 1957 eröffnete Kopfbahnhof befindet sich an der Kreuzung der Straßen Avenida Corrientes und Avenida Federico Lacroze. Bereits seit 1930 befindet sich auch ein gleichnamiger U-Bahnhof neben dem Bahnhof. Der Bahnhof ist Ausgangspunkt der einzigen regelspurigen Hauptbahn im Großraum Buenos Aires, die Anlagen sind für den Vorortverkehr mit von oben bestrichenen Stromschienen elektrifiziert.

## Geschichte
Der Ursprung des heutigen Bahnhofes ist eng an die Geschichte der Ferrocarril General Urquiza gebunden. Diese entstand ursprünglich aus dem vom Unternehmer Federico Lacroze gegründeten Pferdestraßenbahnbetrieb Compania de Tranvias Lacroze zwischen Medrano (heute Almagro) und Pilar im Norden von Buenos Aires. Ab 1891 wurden auf der Strecke Dampflokomotiven eingesetzt. 1947 ließ der argentinische Präsident Juan Perón alle Eisenbahnen verstaatlichen. Im Zuge der Verstaatlichung beschloss das Ministerium für öffentliche Bauten (Ministerio de Obras Públicas) 1951, an der Kreuzung der Avenida Corrientes mit der Avenida Federico Lacroze im Stadtteil Chacarita einen neuen Kopfbahnhof für die Ferrocarril General Urquiza zu bauen. Der neue Bahnhof, ein nüchterner Flachbau, wurde nach sechs Jahren Bauzeit 1957 eröffnet. Er besitzt vier Zungenbahnsteige und einen Außenbahnsteig, zudem wurde ein direkter Übergang zum benachbarten, gleichnamigen U-Bahnhof Federico Lacroze der Subte-Linie B geschaffen.

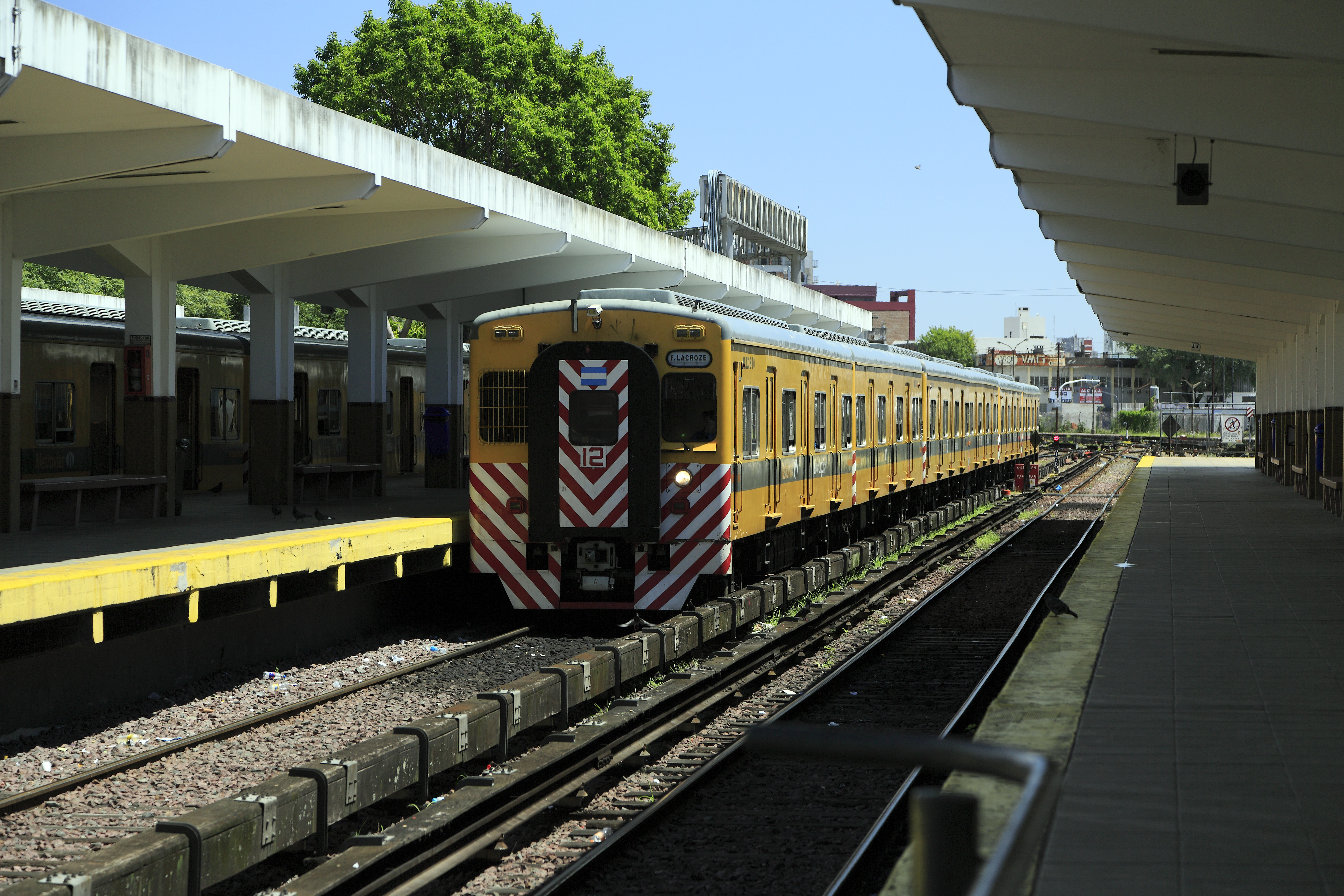
Vorortbahnsteige mit einfahrendem Zug von General Lemos

Heute dient der Bahnhof als Ausgangspunkt der Línea Urquiza, einer Vorortbahnlinie nach General Lomos (partido San Miguel). Diese wird seit der Privatisierung des argentinischen Eisenbahnnetzes im Auftrag des Staates durch Metrovías betrieben. Die Züge verkehren an Arbeitstagen im Zehnminutentakt, an Wochenenden etwas seltener. Bis 2012 betrieb das private Verkehrsunternehmen Trenes Especiales Argentinos den einmal pro Woche verkehrenden Fernzug El Gran Capitán nach Posadas in der nordargentinischen Provinz Misiones; die Fahrt dauerte etwa 26 bis 27 Stunden. Die Stammstrecke ist seitdem zwischen dem Bahnhof Rubén Darío in der Gemeinde Hurlingham und Zárate außer Betrieb, die Vorortstrecke nach General Lemos ist damit vom übrigen Regelspurnetz isoliert und wurde funktionell zu einem Inselbetrieb. Für Instandhaltungszwecke besteht jedoch eine Gleisverbindung zur Linie B der U-Bahn, die im Wesentlichen nach ähnlichen Normen errichtet wurde.